# This Is the Story
This Is the Story (em português:  Essa É a História) é o álbum de estreia da banda de música pop The Proclaimers, lançado em 29 de junho de 1987 pela gravadora Chrysalis Records.
Desse álbum saíram três singles, "Throw the 'R' Away", que não conseguiu sucesso, "Make My Heart Fly" que conseguiu moderado sucesso no Reino Unido e Letter from America, que se tornou a canção mais popular do álbum, chegando a posição de número #3 no Reino Unido e #2 na Irlanda.

## Faixas
| N.º | Título                                   | Duração |  |
| 1.  | "Throw the 'R' Away"                     | 2:44    |  |
| 2.  | "Over and Done With"                     | 2:47    |  |
| 3.  | "Misty Blue"                             | 3:35    |  |
| 4.  | "The Part That Really Matters"           | 2:42    |  |
| 5.  | "(I'm Gonna) Burn Your Playhouse Down"   | 1:59    |  |
| 6.  | "Letter from America" (Acoustic Version) | 4:03    |  |
| 7.  | "Sky Takes the Soul"                     | 2:22    |  |
| 8.  | "It Broke My Heart"                      | 2:25    |  |
| 9.  | "The First Attack"                       | 3:58    |  |
| 10. | "Make My Heart Fly"                      | 2:28    |  |
| 11. | "Beautiful Truth"                        | 4:26    |  |
| 12. | "The Joyful Kilmarnock Blues"            | 3:04    |  |
| 13. | "Letter from America" (Band Version)     | 4:00    |  |

## Posições nas paradas musicais
| Parada musical (1987/1989)    | Melhor posição |
| ----------------------------- | -------------- |
| Austrália - ARIA Charts       | 41             |
| Reino Unido - UK Albums Chart | 43             |